# Frederick Gough-Calthorpe (5e baron Calthorpe)
Frederick Henry William Gough-Calthorpe, 5e baron Calthorpe (24 juillet 1826-25 juin 1893), est un homme politique du Parti libéral britannique.

## Biographie
Né à Londres, Calthorpe est le fils aîné de Frederick Gough (4e baron Calthorpe), et de Charlotte Sophia Somerset, fille de Henry Somerset (6e duc de Beaufort). Il fait ses études au Collège d'Eton et au Trinity College, Cambridge.
Calthorpe est élu à la Chambre des communes comme l'un des deux députés pour Worcestershire East lors d'une élection partielle en février 1859. Il est réélu aux élections générales plus tard en 1859 et de nouveau en 1865 et occupe le siège jusqu'en mai 1868, quand il succède à son père dans la baronnie et prend son siège dans la Chambre des lords.
Lord Calthorpe, membre de la famille Gough-Calthorpe, est décédé à Grosvenor Square, Londres, en juin 1893, à l'âge de 66 ans. Il ne s'est jamais marié et est remplacé dans la baronnie par son frère cadet, Augustus Gough-Calthorpe (6e baron Calthorpe).